# Зубенко, Павел Васильевич
Павел Васильевич Зубенко (1921—1972) — Гвардии старший лейтенант Советской Армии, участник Великой Отечественной войны, Герой Советского Союза (1945).

## Биография
Павел Зубенко родился 27 марта 1921 года в посёлке Поповка (ныне — Заречное в Лиманском районе Донецкой области Украины). Получил неполное среднее образование.
В 1940 году Зубенко был призван на службу в Рабоче-крестьянскую Красную Армию. С сентября 1942 года — на фронтах Великой Отечественной войны. В 1943 году он окончил курсы при Ленинградском военно-политическом училище. К январю 1945 года гвардии младший лейтенант Павел Зубенко командовал миномётным взводом 220-го гвардейского стрелкового полка, 79-й гвардейской стрелковой дивизии, 28-го гвардейского стрелкового корпуса, 8-й гвардейской армии, 1-го Белорусского фронта. Отличился во время освобождения Польши.
14-15 июня 1945 года взвод Зубенко участвовал в прорыве немецкой обороны с Магнушевского плацдарма на западном берегу Вислы. Корректируя огонь взвода, Зубенко уничтожил 8 пулемётов и подавил огонь батареи миномётов противника. 25 января 1945 года Зубенко со своим взводом одним из первых переправился через Варту в районе Познани и принял активное участие в отражении немецких контратак.
Указом Президиума Верховного Совета СССР от 24 марта 1945 года гвардии младший лейтенант Павел Зубенко был удостоен высокого звания Героя Советского Союза с вручением ордена Ленина и медали «Золотая Звезда».
В 1949 году Зубенко окончил курсы усовершенствования офицерского состава. В 1951 году в звании гвардии старшего лейтенанта он был уволен в запас. Умер 18 октября 1972 года.

## Награды и звания
- Герой Советского Союза. Указ Президиума Верховного Совета СССР от 24 марта 1945 года:
  - Орден Ленина,
  - Медаль «Золотая Звезда» № 5856.
- Орден Красной Звезды. Приказ командира 79 гвардейской стрелковой дивизии № 118/н от 17 марта 1945 года.
- Медали СССР.